# 艾農·米爾臣
艾農·米爾臣（希伯來語：‎，1944年12月6日—），以色列男企業家、電影製片人及前間諜，身價達34億美元（2018年3月）。他已參與超過了130多部電影，同時也是製片公司攝政娛樂的創始人。該公司的電影作品包括奧斯卡金像獎得主及入圍者，以及賣座作品，如《刺杀肯尼迪》（1991年）、《盜火線》（1995年）、《鬥陣俱樂部》（1999年）、《史密斯行动》（2005年）與《为奴十二年》（2013年）。
米爾臣是以色列公民及居民；曾在1960年代中期至1980年代中期擔任以色列情報員。

## 個人生活
米爾臣最初與法國模特兒布莉姬·吉恩瑪利（Brigitte Genmaire）結婚，後來離婚。這對夫婦有三個孩子，分別為艾莉諾（Elinor）、亞歷珊卓（Alexandra）和亞里夫（Yariv）；其中，艾莉諾是一位職業攝影師。他後來與南非職業網球選手阿曼達·柯茲兒結婚。

## 延伸閱讀
- Doron, Meir; Gelman, Joseph (2011) Confidential The Life of Secret Agent Turned Hollywood Tycoon - Arnon Milchan Gefen Books, New York. ISBN 978-0-615-43381-3

## 外部連結
- Forbes.com: Forbes World's Richest People （页面存档备份，存于）
- 艾農·米爾臣在互联网电影资料库（IMDb）上的資料（英文）